# Mauerstetten
Mauerstetten település Németországban, azon belül Bajorországban. Lakosainak száma 3285 fő (2023. december 31.). Mauerstetten Kaufbeuren községgel határos.

## Népesség
A település népessége az elmúlt években az alábbi módon változott:
| Lakosok száma | 383  | 761  | 1625 | 2355 | 2980 | 3057 | 3109 | 3114 | 3200 | 3285 |
|               | 1875 | 1950 | 1975 | 1987 | 2012 | 2014 | 2016 | 2017 | 2021 | 2023 |